# Iodeto de cromo(III)
Iodeto de cromo(III), ou também triiodeto de cromo, é um composto inorgânico de fórmula química CrI3. É um sólido preto utilizado para preparar compostos de cromo.